# Rhaphuma quinquenotata
Rhaphuma quinquenotata är en skalbaggsart som beskrevs av Louis Alexandre Auguste Chevrolat 1863. Rhaphuma quinquenotata ingår i släktet Rhaphuma och familjen långhorningar. Inga underarter finns listade i Catalogue of Life.